# Cornelis Claesz Anslo
Cornelis Claesz Anslo (1592–1646) est un théologien et pasteur néerlandais mennonite, principalement connu pour ses portraits réalisés par Rembrandt.

## Biographie
Cornelis Claesz Anslo est né à Amsterdam, quatrième fils du marchand de tissu norvégien (originaire d'Oslo) Claes Claesz. Anslo. Ses grands-frères Claes, Jan et Reyer sont tous devenus des syndics de la guilde des drapiers. Reyer Anslo (en), le fils de son frère Reyer, est devenu un poète reconnu.
Cornelis s'est marié avec Aeltje Gerritsdr. Schouten en 1611 et a été appelé le 14 juillet 1617 par le groupe mennonite d'Amsterdam connu comme les Waterlanders. Le poète Joost van den Vondel est le doyen de cette église et a écrit un poème en son honneur, mentionnant Rembrandt, qui en a fait le portrait à plusieurs reprises, en dessin, en gravures et en peinture. Le poète a également écrit un poème à l'occasion du mariage du fils d'Anslo, Gerbrand Cornelisz. Anslo le 20 mars 1636 ainsi que pour celui de la petite-fille de Cornelis Anslo, Alida, le 28 septembre 1658, quand elle s'est mariée à Michael Blok, le frère d'Agnes Block, nièce de Vondel, avec qui Cornelis a passé la plupart de son temps lors de ses dernières années.
Le père d'Anslo a fondé une hofje à Amsterdam que les frères Anslo ont administré toute leur vie. La hofje a été partiellement démolie et reconstruite sur le lieu original, aujourd'hui au no 52 de la rue Eglantierstaat.
Cornelis Claesz Anslo devient un pamphlétaire pendant les années 1625-1628 lors desquelles des conflits ont éclaté parmi les Mennonites d'Amsterdam entre Nittert Obbes, Hans de Ries et d'autres, et publie un pamphlet anonyme pour essayer d'empêcher un schisme.
Il meurt en 1646 à Amsterdam.

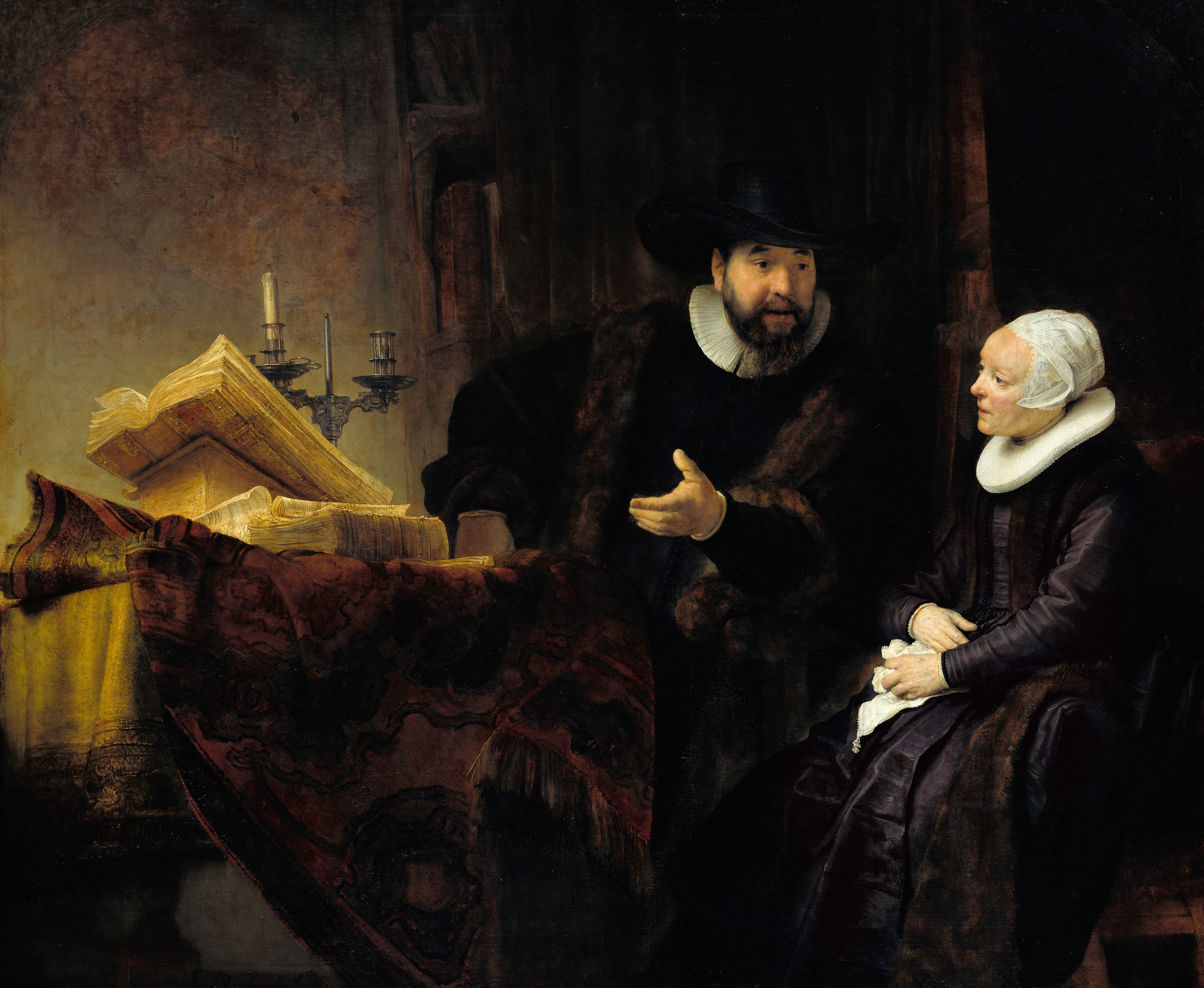
Portrait d'Anslo avec sa femme, par Rembrandt.
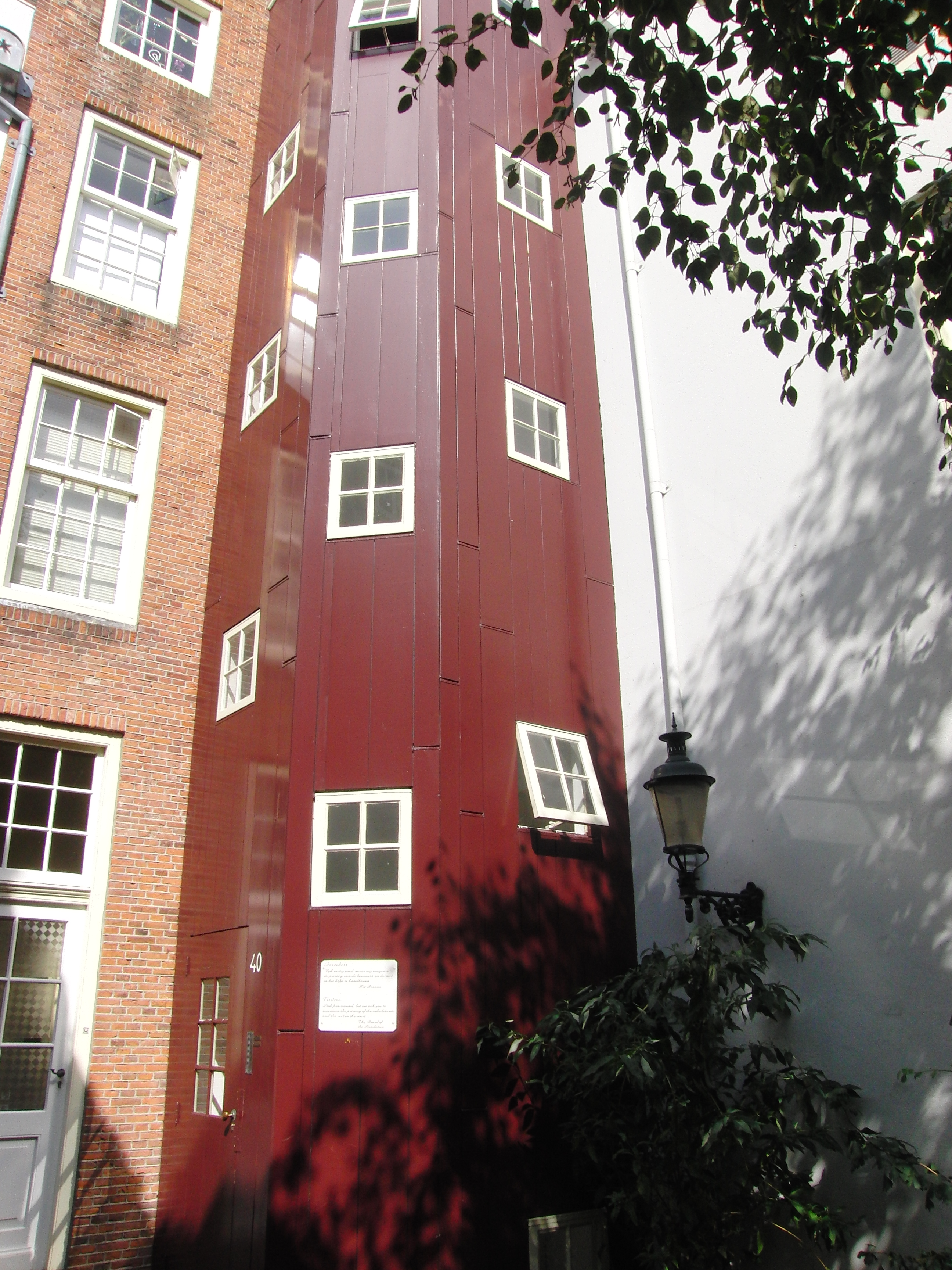
La hofje d'Anslo aujourd'hui.